# Campachipteria neotropicalis
Campachipteria neotropicalis är en kvalsterart som först beskrevs av Sandór Mahunka 1983.  Campachipteria neotropicalis ingår i släktet Campachipteria och familjen Achipteriidae. Inga underarter finns listade.